# Божков, Деян Маринов
Деян Маринов Божков (болг. Деян Маринов Божков; 3 июля 1977, Шумен) — болгарский шахматист, международный мастер (2002), гроссмейстер (2008), тренер ФИДЕ (2012). Чемпион Болгарии (2009), по быстрым шахматам (2009).
Чемпион Болгарии среди клубов (2011 — в составе клуба «Найден Войнов» Видин, 2013 — в составе клуба «Абритус» Разград).
В составе национальной сборной участник командных чемпионатов Европы (2005, 2009).
Окончил Национальную спортивную академию (тренер). Среди известных учеников — Антоанета Стефанова.

## Спортивные результаты
| Год  | Турнир                     | + | − | = | Результат | Место |
| ---- | -------------------------- | - | - | - | --------- | ----- |
| 2005 | Командный чемпионат Европы | 1 | 2 | 4 | 2 из 7    |       |
| 2009 | Командный чемпионат Европы | 1 | 1 | 3 | 1½ из 5   |       |

## Книги
- A Course in Chess Tactics (2009) (в соавторстве с Владимиром Георгиевым)
- Modernized: The King’s Indian Defense (2014)

## Изменения рейтинга
| Графики недоступны из-за технических проблем. См. информацию на Фабрикаторе и на mediawiki.org. |